# Fusicoccum juglandinum
Fusicoccum juglandinum är en svampart som beskrevs av Died. 1912. Fusicoccum juglandinum ingår i släktet Fusicoccum och familjen Botryosphaeriaceae.   Inga underarter finns listade i Catalogue of Life.